# Bistum Maracay

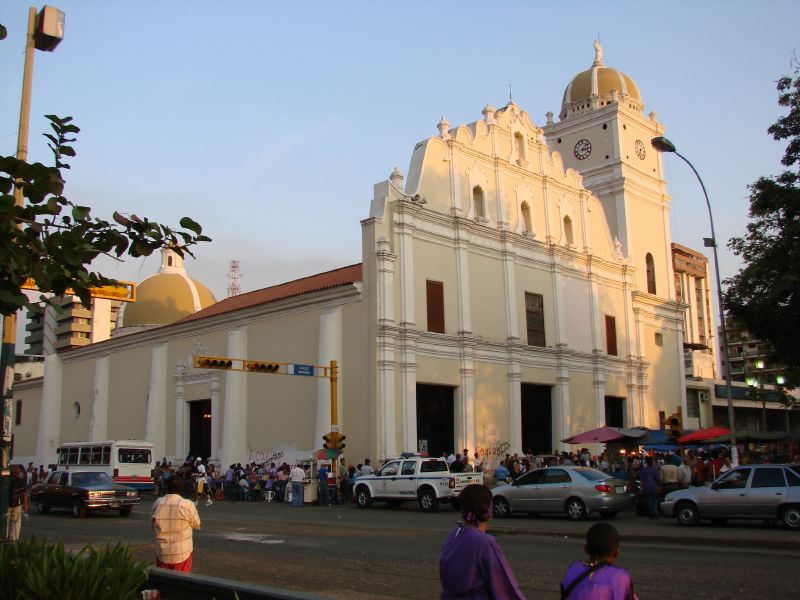
Catedral Nuestra Señora de la Asunción

Das Bistum Maracay (lat.: Dioecesis Maracayensis) ist eine in Venezuela gelegene römisch-katholische Diözese mit Sitz in Maracay. Es umfasst den Bundesstaat Aragua.

## Geschichte
Papst Pius XII. gründete das Bistum Maracay mit der Apostolischen Konstitution Qui Supremi Pontificatus am 21. Juni 1958 aus Gebietsabtretungen des Bistums Calabozo und Erzbistums Valencia en Venezuela, dem es auch als Suffragandiözese unterstellt wurde.

## Bischöfe von Maracay
- José Alí Lebrún Moratinos (21. Juni 1958–19. März 1962, dann Bischof von Valencia de Venezuela)
- Feliciano González Ascanio (31. Juli 1962–13. Dezember 1986)
- José Vicente Henríquez Andueza SDB (24. Juni 1987–5. Februar 2003)
- Reinaldo del Prette Lissot (5. Februar 2003–10. April 2007, dann Erzbischof von Valencia de Venezuela)
- Rafael Ramón Conde Alfonzo (12. Februar 2008–19. Juli 2019)
- Enrique José Parravano Marino SDB (seit 19. Juli 2019)